# Arguiñáriz
Arguiñáriz (Argiñaritz en euskera) es un lugar y concejo de la Comunidad Foral de Navarra perteneciente al municipio de Guirguillano.

## Geografía
Está situado a 26 km de la capital de la comunidad, Pamplona, sobre una pendiente de la ladera suroriental del monte Espáraz, a una altitud de 715 m s. n. m.. Limita por el norte con Salinas de Oro, por el este con el río Arga, por el oeste con Arzoa y por el sur con Echarren de Guirguillano.
Forma parte de Val de Mañeru, como el resto del municipio, aunque se sitúa dentro de la comarca de Puente la Reina. El 22 de junio de 1970 fue declarado concejo tutelado.
Su población en 2017 era de 14 habitantes (Instituto de Estadística de Navarra).

## Topónimo
Seguramente significa ‘lugar propiedad de una persona llamada Arguiñar-’, de Arguiñar- nombre de persona no identificado, e -iz, un sufijo que indica propiedad.
Formas del nombre en documentos antiguos: Arguinaríç, G. de (1257, NEN); Arguinariz, Arguynariz (1193, NEN); Arguinartz, Arnalt P. d' (1248, NEN); Garçia Yniguitz d´Artguinaritz (1313, DNLO n- 166).

## Historia
En su término se encontró un ara votiva de época romana dedicada a la divinidad “Loxa”.
Fue un antiguo lugar de señorío, otorgado a Diego Álvarez en 1099 por el rey Pedro I de Aragón y de Pamplona. En el siglo XII el monasterio de Irache poseía once collazos cuya pecha anual se actualizó (1193) en 7 cahices de trigo por “servicio, torta, y carapito”. También la abadía de Iranzu adquirió por donación en la siguiente centuria dos o tres collazos; sus cargas importaban 5 cahices de trigo y 15 sueldos al dueño. En el “Libro del Rediezmo” de 1268 consta el valle de su nombre (“Val de Arguinariz”) en el que se incluían Argos, Arguiñáriz, Artazu, Ecoyen, Echarren, Gomacin, Guirguillano, Legarda, Orendáin, Sarría, Sotes, Viloria y Villanueva.
Como ocurre con Echarren y Guirguillano, el pueblo perteneció al valle de Mañeru (como entidad municipal) hasta 1845, que se constituyó en ayuntamiento separado siendo más tarde agregado al de Guirguillano. En 1849 ya tenía escuela de primeras letras.

## Arte y arquitectura

### Iglesia de San Martín
La parroquia de San Martín de Tours obispo (siglo XIII, reformada en el siglo XVI).

### Ermita de Santa María de Gorriza
Fue la iglesia que fue del lugar conocido como Gorriza donde consta la existencia de un castillo.
Se trata de un edificio de estilo románico de tipo rural, aunque muy restaurado, de nave única y ábside semicircular con bóveda barroca de aristas. Se conserva la imagen titular guardada en Artazu. Es una figura realizada en base a modelos medievales del siglo XIII.

### Ermita de Santa Águeda
Está en el camino de Gorriza. Es una construcción rural también con una sola nave de planta rectangular formada por muros de sillarejo y cubierta a dos aguas sobre vigas. La talla de santa Águeda es de la primera mitad del siglo XVII y se conserva actualmente en la parroquia.